# Iulia Paula

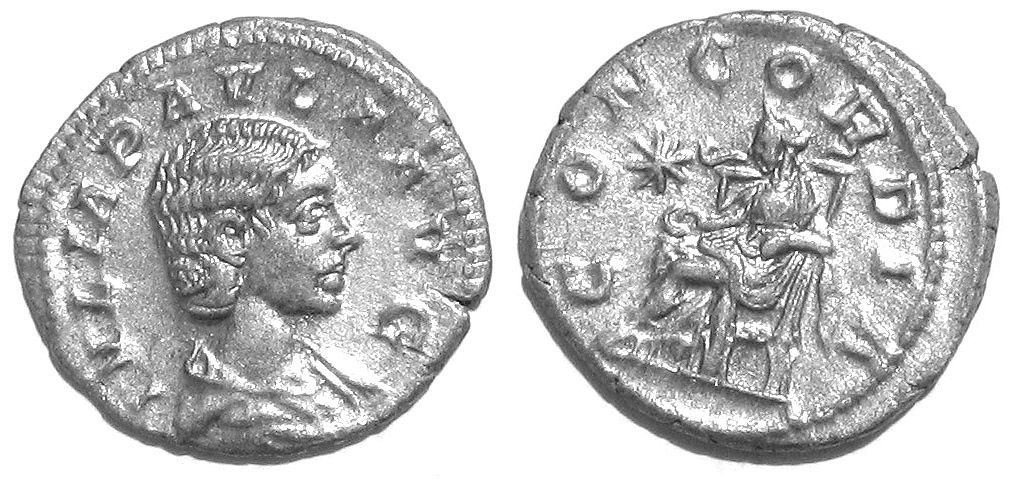
Denar der Iulia Paula; auf der Rückseite Concordia, die Göttin der Eintracht

Iulia Cornelia Paula war die erste Frau des römischen Kaisers Elagabal, der von 218 bis 222 regierte.
Über Iulia Paula ist wenig bekannt, denn in den erzählenden Quellen wird sie nur kurz erwähnt. Wie der zeitgenössische Geschichtsschreiber Herodian berichtet, war sie von sehr vornehmer Herkunft. Vermutlich war sie mit dem Juristen Iulius Paulus verwandt, vielleicht war sie seine Tochter. Elagabal, der die Kaiserwürde 218 in Syrien erlangt hatte, heiratete sie im Sommer 219, bald nachdem er in Rom eingetroffen war. Darauf wurde sie zur Augusta erhoben. Elagabal war damals erst fünfzehn Jahre alt und in Rom ein Fremdling. Vermutlich hat seine Großmutter Julia Maesa die Ehe arrangiert, um ihrem Enkel in der hauptstädtischen Führungsschicht Rückhalt zu verschaffen. Gegen Ende 220 verstieß der Kaiser seine Gattin. Anschließend heiratete er Aquilia Severa.
Die Umstände der Scheidung werfen ein helles Licht auf den scharfen, unversöhnlichen kulturellen und religiösen Gegensatz zwischen dem Syrer Elagabal und der vornehmen Gesellschaft Roms. Der Scheidungsgrund, den Elagabal angab, war ein körperlicher Makel Iulias. Nach römischem Empfinden war eine Scheidung wegen eines Körpermals tyrannische Willkür. Aus der Sicht des Kaisers hingegen war die Auflösung der Ehe eine religiöse Notwendigkeit, da er Priester der syrischen Gottheit Elagabal war und seine Frau als Priestergattin ebenfalls kultischen Anforderungen zu genügen hatte; in seiner Religion setzte dies körperliche Makellosigkeit voraus.
Iulia Paula zog sich nach der Scheidung ins Privatleben zurück. Von ihrem weiteren Schicksal ist nichts überliefert.
Das Aussehen Iulia Paulas lässt sich nur ihren Münzbildnissen entnehmen. Kein rundplastisches Porträt kann ihr mit Sicherheit oder zumindest großer Wahrscheinlichkeit zugeordnet werden.